# 陳惠公
陳惠公（？—前506年），媯姓，名吳，為春秋諸侯國陳國君主之一，他為陳哀公孫子、太子偃師的兒子，前534年11月，陳國被楚國所滅，楚灵王派楚將穿封戌駐守於陳國，人稱陳公。後楚平王立，為了與諸侯和解，於前529年復辟他為陳國君主，他追以前533年為元年，在位期間為前529年—前506年，共在位24年。 